# 斯克利卡
50°9′59″N 34°42′7″E / 50.16639°N 34.70194°E
斯克利卡（烏克蘭語：Скелька）是位於烏克蘭東北部的村莊，由蘇梅州奥赫蒂尔卡区的赫倫市鎮負責管轄。該村處於沃爾斯克拉河畔，距離庫澤明2公里，海拔高度102米。